# Ercole del Rio
Domenico Ercole del Rio (c. 1718 - c. 1802) fou un advocat, magistrat, escriptor i compositor d'escacs italià.
|  |

## Biografia
Va néixer a Guiglia, fill del governador Pellegrino del Rio i de Caterina Montaguti
Després de graduar-se en lleis, va esdevenir magistrat, i el 1750 va publicar un tractat d'escacs de 110 pàgines: Osservazioni sopra il giuoco degli scacchi sota el pseudònim d'Anonimo modenese. Aquest llibre, que és la font més antiga on se cita la sèrie de moviments constitutius de l'obertura escocesa, fou la base del treball de Giambattista Lolli trenta anys després. Va compondre molts problemes d'escacs, i ha passat a la història dels escacs com un dels mestres de Mòdena.
Va viure per un temps a la veïna Reggio, des d'on passà a Mòdena, on hi va acabar la seva carrera com a conseller de justícia, i on morí als voltants del 1800.

## Un exemple de problema d'Ercole del Rio
|   | a | b | c | d | e | f | g | h |   |
| 8 | a8 negres rei · c7 negres dama · d6 negres peó · g6 blanques cavall · a5 blanques cavall · g5 blanques peó · c4 blanques alfil · c2 blanques rei | a8 negres rei · c7 negres dama · d6 negres peó · g6 blanques cavall · a5 blanques cavall · g5 blanques peó · c4 blanques alfil · c2 blanques rei | a8 negres rei · c7 negres dama · d6 negres peó · g6 blanques cavall · a5 blanques cavall · g5 blanques peó · c4 blanques alfil · c2 blanques rei | a8 negres rei · c7 negres dama · d6 negres peó · g6 blanques cavall · a5 blanques cavall · g5 blanques peó · c4 blanques alfil · c2 blanques rei | a8 negres rei · c7 negres dama · d6 negres peó · g6 blanques cavall · a5 blanques cavall · g5 blanques peó · c4 blanques alfil · c2 blanques rei | a8 negres rei · c7 negres dama · d6 negres peó · g6 blanques cavall · a5 blanques cavall · g5 blanques peó · c4 blanques alfil · c2 blanques rei | a8 negres rei · c7 negres dama · d6 negres peó · g6 blanques cavall · a5 blanques cavall · g5 blanques peó · c4 blanques alfil · c2 blanques rei | a8 negres rei · c7 negres dama · d6 negres peó · g6 blanques cavall · a5 blanques cavall · g5 blanques peó · c4 blanques alfil · c2 blanques rei | 8 |
| 7 | a8 negres rei · c7 negres dama · d6 negres peó · g6 blanques cavall · a5 blanques cavall · g5 blanques peó · c4 blanques alfil · c2 blanques rei | a8 negres rei · c7 negres dama · d6 negres peó · g6 blanques cavall · a5 blanques cavall · g5 blanques peó · c4 blanques alfil · c2 blanques rei | a8 negres rei · c7 negres dama · d6 negres peó · g6 blanques cavall · a5 blanques cavall · g5 blanques peó · c4 blanques alfil · c2 blanques rei | a8 negres rei · c7 negres dama · d6 negres peó · g6 blanques cavall · a5 blanques cavall · g5 blanques peó · c4 blanques alfil · c2 blanques rei | a8 negres rei · c7 negres dama · d6 negres peó · g6 blanques cavall · a5 blanques cavall · g5 blanques peó · c4 blanques alfil · c2 blanques rei | a8 negres rei · c7 negres dama · d6 negres peó · g6 blanques cavall · a5 blanques cavall · g5 blanques peó · c4 blanques alfil · c2 blanques rei | a8 negres rei · c7 negres dama · d6 negres peó · g6 blanques cavall · a5 blanques cavall · g5 blanques peó · c4 blanques alfil · c2 blanques rei | a8 negres rei · c7 negres dama · d6 negres peó · g6 blanques cavall · a5 blanques cavall · g5 blanques peó · c4 blanques alfil · c2 blanques rei | 7 |
| 6 | a8 negres rei · c7 negres dama · d6 negres peó · g6 blanques cavall · a5 blanques cavall · g5 blanques peó · c4 blanques alfil · c2 blanques rei | a8 negres rei · c7 negres dama · d6 negres peó · g6 blanques cavall · a5 blanques cavall · g5 blanques peó · c4 blanques alfil · c2 blanques rei | a8 negres rei · c7 negres dama · d6 negres peó · g6 blanques cavall · a5 blanques cavall · g5 blanques peó · c4 blanques alfil · c2 blanques rei | a8 negres rei · c7 negres dama · d6 negres peó · g6 blanques cavall · a5 blanques cavall · g5 blanques peó · c4 blanques alfil · c2 blanques rei | a8 negres rei · c7 negres dama · d6 negres peó · g6 blanques cavall · a5 blanques cavall · g5 blanques peó · c4 blanques alfil · c2 blanques rei | a8 negres rei · c7 negres dama · d6 negres peó · g6 blanques cavall · a5 blanques cavall · g5 blanques peó · c4 blanques alfil · c2 blanques rei | a8 negres rei · c7 negres dama · d6 negres peó · g6 blanques cavall · a5 blanques cavall · g5 blanques peó · c4 blanques alfil · c2 blanques rei | a8 negres rei · c7 negres dama · d6 negres peó · g6 blanques cavall · a5 blanques cavall · g5 blanques peó · c4 blanques alfil · c2 blanques rei | 6 |
| 5 | a8 negres rei · c7 negres dama · d6 negres peó · g6 blanques cavall · a5 blanques cavall · g5 blanques peó · c4 blanques alfil · c2 blanques rei | a8 negres rei · c7 negres dama · d6 negres peó · g6 blanques cavall · a5 blanques cavall · g5 blanques peó · c4 blanques alfil · c2 blanques rei | a8 negres rei · c7 negres dama · d6 negres peó · g6 blanques cavall · a5 blanques cavall · g5 blanques peó · c4 blanques alfil · c2 blanques rei | a8 negres rei · c7 negres dama · d6 negres peó · g6 blanques cavall · a5 blanques cavall · g5 blanques peó · c4 blanques alfil · c2 blanques rei | a8 negres rei · c7 negres dama · d6 negres peó · g6 blanques cavall · a5 blanques cavall · g5 blanques peó · c4 blanques alfil · c2 blanques rei | a8 negres rei · c7 negres dama · d6 negres peó · g6 blanques cavall · a5 blanques cavall · g5 blanques peó · c4 blanques alfil · c2 blanques rei | a8 negres rei · c7 negres dama · d6 negres peó · g6 blanques cavall · a5 blanques cavall · g5 blanques peó · c4 blanques alfil · c2 blanques rei | a8 negres rei · c7 negres dama · d6 negres peó · g6 blanques cavall · a5 blanques cavall · g5 blanques peó · c4 blanques alfil · c2 blanques rei | 5 |
| 4 | a8 negres rei · c7 negres dama · d6 negres peó · g6 blanques cavall · a5 blanques cavall · g5 blanques peó · c4 blanques alfil · c2 blanques rei | a8 negres rei · c7 negres dama · d6 negres peó · g6 blanques cavall · a5 blanques cavall · g5 blanques peó · c4 blanques alfil · c2 blanques rei | a8 negres rei · c7 negres dama · d6 negres peó · g6 blanques cavall · a5 blanques cavall · g5 blanques peó · c4 blanques alfil · c2 blanques rei | a8 negres rei · c7 negres dama · d6 negres peó · g6 blanques cavall · a5 blanques cavall · g5 blanques peó · c4 blanques alfil · c2 blanques rei | a8 negres rei · c7 negres dama · d6 negres peó · g6 blanques cavall · a5 blanques cavall · g5 blanques peó · c4 blanques alfil · c2 blanques rei | a8 negres rei · c7 negres dama · d6 negres peó · g6 blanques cavall · a5 blanques cavall · g5 blanques peó · c4 blanques alfil · c2 blanques rei | a8 negres rei · c7 negres dama · d6 negres peó · g6 blanques cavall · a5 blanques cavall · g5 blanques peó · c4 blanques alfil · c2 blanques rei | a8 negres rei · c7 negres dama · d6 negres peó · g6 blanques cavall · a5 blanques cavall · g5 blanques peó · c4 blanques alfil · c2 blanques rei | 4 |
| 3 | a8 negres rei · c7 negres dama · d6 negres peó · g6 blanques cavall · a5 blanques cavall · g5 blanques peó · c4 blanques alfil · c2 blanques rei | a8 negres rei · c7 negres dama · d6 negres peó · g6 blanques cavall · a5 blanques cavall · g5 blanques peó · c4 blanques alfil · c2 blanques rei | a8 negres rei · c7 negres dama · d6 negres peó · g6 blanques cavall · a5 blanques cavall · g5 blanques peó · c4 blanques alfil · c2 blanques rei | a8 negres rei · c7 negres dama · d6 negres peó · g6 blanques cavall · a5 blanques cavall · g5 blanques peó · c4 blanques alfil · c2 blanques rei | a8 negres rei · c7 negres dama · d6 negres peó · g6 blanques cavall · a5 blanques cavall · g5 blanques peó · c4 blanques alfil · c2 blanques rei | a8 negres rei · c7 negres dama · d6 negres peó · g6 blanques cavall · a5 blanques cavall · g5 blanques peó · c4 blanques alfil · c2 blanques rei | a8 negres rei · c7 negres dama · d6 negres peó · g6 blanques cavall · a5 blanques cavall · g5 blanques peó · c4 blanques alfil · c2 blanques rei | a8 negres rei · c7 negres dama · d6 negres peó · g6 blanques cavall · a5 blanques cavall · g5 blanques peó · c4 blanques alfil · c2 blanques rei | 3 |
| 2 | a8 negres rei · c7 negres dama · d6 negres peó · g6 blanques cavall · a5 blanques cavall · g5 blanques peó · c4 blanques alfil · c2 blanques rei | a8 negres rei · c7 negres dama · d6 negres peó · g6 blanques cavall · a5 blanques cavall · g5 blanques peó · c4 blanques alfil · c2 blanques rei | a8 negres rei · c7 negres dama · d6 negres peó · g6 blanques cavall · a5 blanques cavall · g5 blanques peó · c4 blanques alfil · c2 blanques rei | a8 negres rei · c7 negres dama · d6 negres peó · g6 blanques cavall · a5 blanques cavall · g5 blanques peó · c4 blanques alfil · c2 blanques rei | a8 negres rei · c7 negres dama · d6 negres peó · g6 blanques cavall · a5 blanques cavall · g5 blanques peó · c4 blanques alfil · c2 blanques rei | a8 negres rei · c7 negres dama · d6 negres peó · g6 blanques cavall · a5 blanques cavall · g5 blanques peó · c4 blanques alfil · c2 blanques rei | a8 negres rei · c7 negres dama · d6 negres peó · g6 blanques cavall · a5 blanques cavall · g5 blanques peó · c4 blanques alfil · c2 blanques rei | a8 negres rei · c7 negres dama · d6 negres peó · g6 blanques cavall · a5 blanques cavall · g5 blanques peó · c4 blanques alfil · c2 blanques rei | 2 |
| 1 | a8 negres rei · c7 negres dama · d6 negres peó · g6 blanques cavall · a5 blanques cavall · g5 blanques peó · c4 blanques alfil · c2 blanques rei | a8 negres rei · c7 negres dama · d6 negres peó · g6 blanques cavall · a5 blanques cavall · g5 blanques peó · c4 blanques alfil · c2 blanques rei | a8 negres rei · c7 negres dama · d6 negres peó · g6 blanques cavall · a5 blanques cavall · g5 blanques peó · c4 blanques alfil · c2 blanques rei | a8 negres rei · c7 negres dama · d6 negres peó · g6 blanques cavall · a5 blanques cavall · g5 blanques peó · c4 blanques alfil · c2 blanques rei | a8 negres rei · c7 negres dama · d6 negres peó · g6 blanques cavall · a5 blanques cavall · g5 blanques peó · c4 blanques alfil · c2 blanques rei | a8 negres rei · c7 negres dama · d6 negres peó · g6 blanques cavall · a5 blanques cavall · g5 blanques peó · c4 blanques alfil · c2 blanques rei | a8 negres rei · c7 negres dama · d6 negres peó · g6 blanques cavall · a5 blanques cavall · g5 blanques peó · c4 blanques alfil · c2 blanques rei | a8 negres rei · c7 negres dama · d6 negres peó · g6 blanques cavall · a5 blanques cavall · g5 blanques peó · c4 blanques alfil · c2 blanques rei | 1 |
|   | a | b | c | d | e | f | g | h |   |